# Полюд
Міський стадіон Полюд (хорв. Gradski stadion Poljud), також відомий під назвою Полюдська красуня (хорв. Poljudska ljepotica) — це футбольний стадіон у місті Спліт, другий за місткістю в Хорватії.
Стадіон розташований у північно-західній частині міста у районі Полюд. Побудований у 1979 році в межах спорудження спортивних об'єктів до 8-х Середземноморських ігор.
Автор проєкту архітектор Борис Магаш створив величну бетонну конструкцію з накриттям, яке виходить за межі східної і західної трибун.
Арена вміщує близько 35 000 глядачів.
Свої домашні матчі тут проводить місцевий футбольний клуб «Хайдук».
Також Полюд є одним зі стадіонів, який приймає домашні матчі збірної Хорватії з футболу. Тут гостювали одні з найсильніших у світі команд — Бразилія, Італія, Німеччина, Нідерланди та інші.

## Історія
Стадіон побудували спеціально для проведення Середземноморських ігор 1979 року. Тоді вміщував близько 55 000 глядачів, оскільки сидячі місця були лише на східній і західній трибуні, а північна і південна трибуни сидінь не мали. Офіційне відкриття відбулося за участі тодішнього лідера Югославії Йосипа Броза Тіто.
У 1980 році тут проходив Міжнародний турнір з легкої атлетики, у якому брало участь багато відомих спортсменів того часу, таких як Філіпо Сімеоні, П'єтро Меннеа та Рут Фукс.
Найвідвідуванішою подією в історії стадіону став матч Гайдук (Спліт) — Динамо (завершився з рахунком 1:2 на користь гостей) у 1982 році, коли нарахували близько 65 000 глядачів. Тоді як глядацькі місця використали всі доступні площі стадіону, включаючи паркан. У 1990 році стадіон приймав ще одну велику міжнародну подію — Чемпіонат Європи з легкої атлетики, під час якого встановили нові європейські та світові рекорди. Події з «Полюду» висвітлювали 1200 журналістів з усього світу.
У 2010 році на стадіоні пройшли змагання IAAF/VTB Bank Continental Cup.
Також Полюд був одним із претендентів на проведення матчів Євро-2012 відповідно до спільної заявки Угорщини і Хорватії.

## Конструкція
Стадіон побудований у формі, яка нагадує мушлю, тому він чудово вписується в міський пейзаж. А його конструкція з високими функціональними та технічним характеристиками підносить Полюд до найкращих світових стандартів.
630 прожекторів, встановлених на арені, роблять її одним з найкраще освітлених стадіонів світу.
Максимальна глибина секторів стадіону становить 54 ряди, а мінімальна — 27 рядів. Ложі для журналістів та репортерів можуть бути організовані в залежності від типу змагань (футбол чи атлетика). Кабіни для радіо- і телетрансляцій розташовані під дахом на західній трибуні.
На першому поверсі західної частини стадіону знаходяться дві роздягальні для команд, масажний кабінет, сауна та інші роздягальні, кабінет для допінг-контролю, штучне поле для тренувань, тренажерний зал та інші службові приміщення. На другому поверсі розташована кімната для відпочинку з терасою, зала трофеїв, конференц-зала та ложа для почесних гостей.
Навколо стадіону розташовані два додаткових футбольних поля, одне з яких має освітлення, і спортивна доріжка довжиною 140 метрів для розминки.
Основне поле стадіону покрите натуральним газоном розмірами 105 × 68 метрів, яке придатне для проведення футбольних матчів і змагань з атлетики в усіх дисциплінах.

## Музичні події
Крім спортивних заходів, стадіон обслуговує і музичні концерти. Серед найвідоміших виконавців, що відвідали арену, такі музиканти як Мішо Ковач, Марко Перковіч Томпсон, Вінко Цоце та Роджер Вотерс. А у 2008 році в рамках світового турне на стадіоні виступила відома британська група Iron Maiden.
Також на Полюді проводять музичний фестиваль «Ultra».

## Галерея

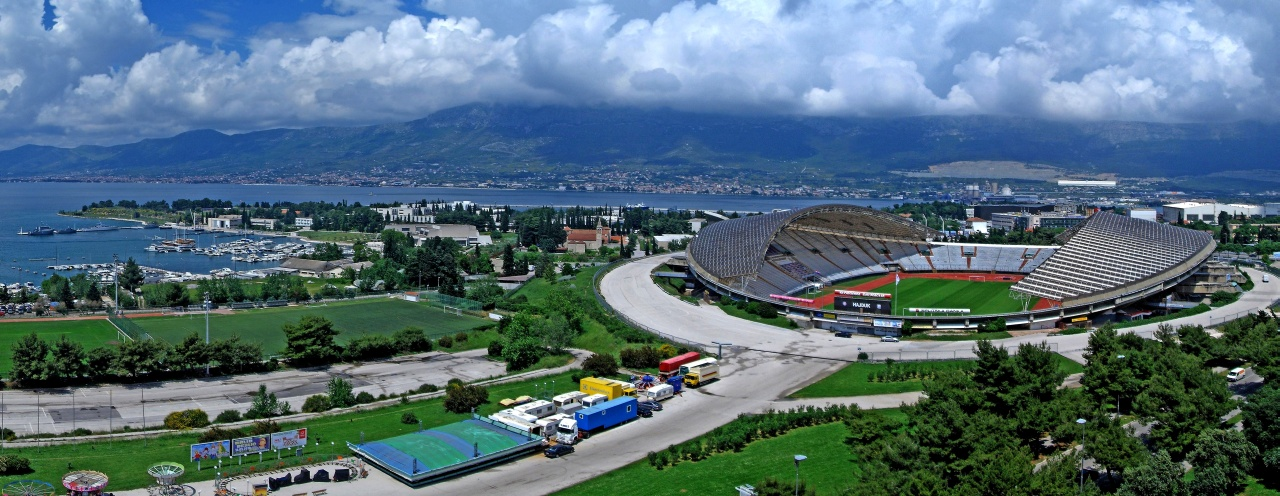
Панорама Полюда
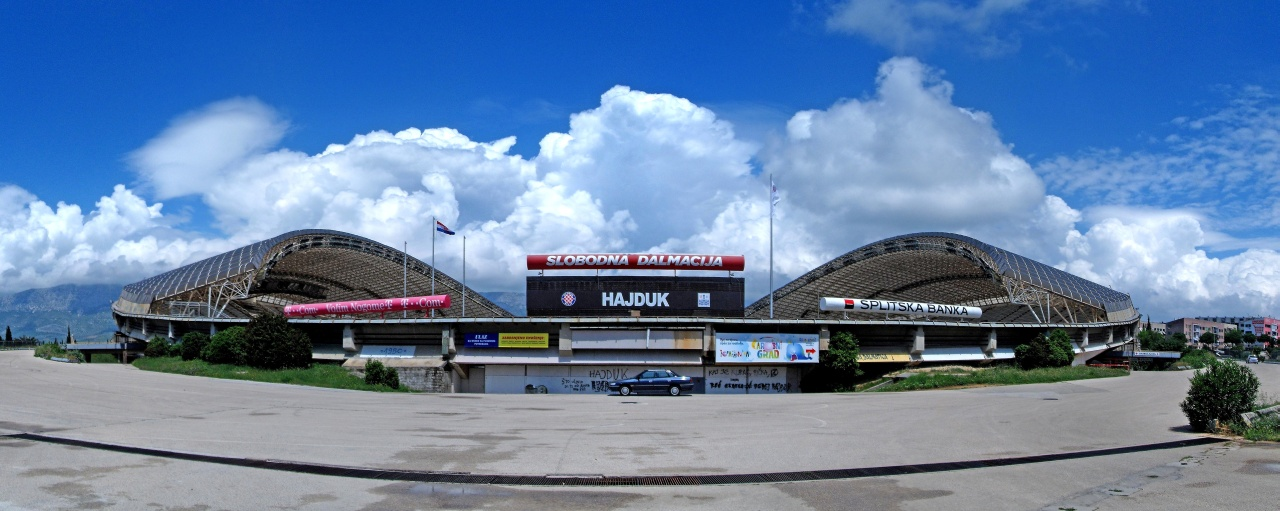
Вигляд з півдня
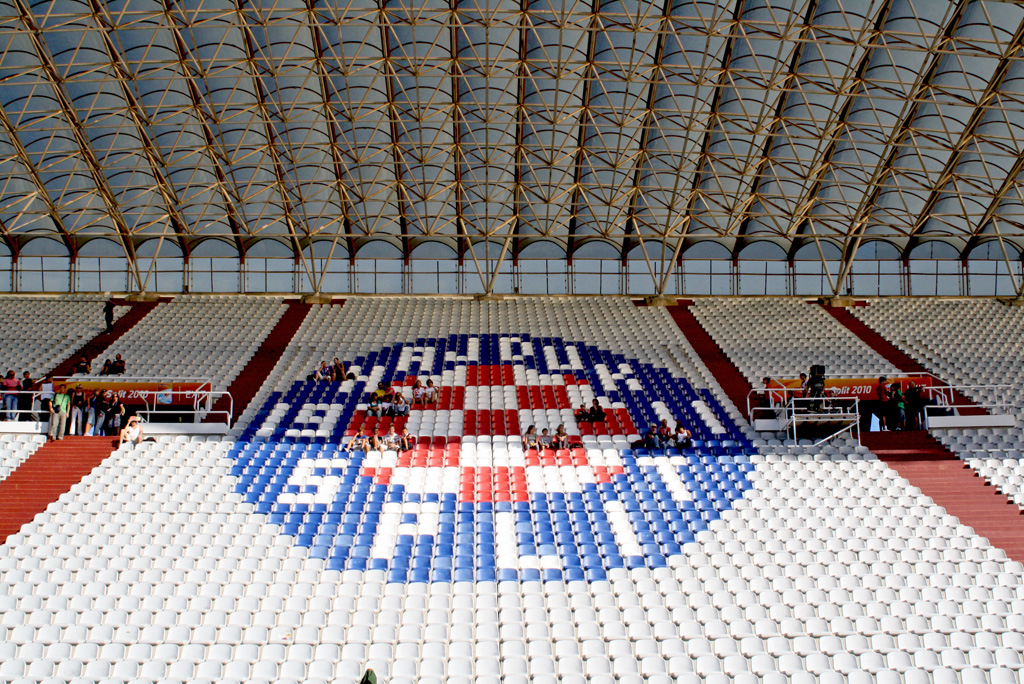
Східна трибуна
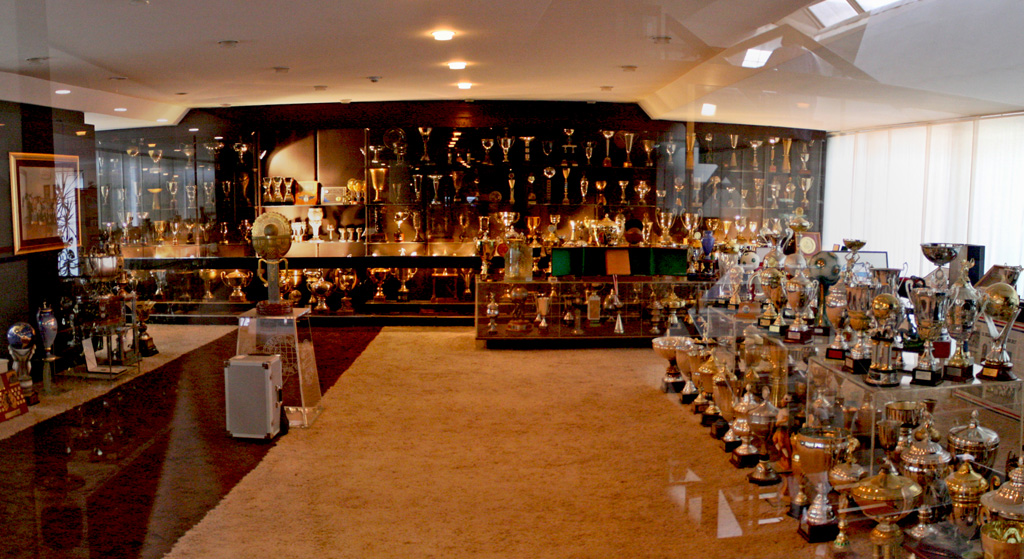
Зал з трофеями Хайдука
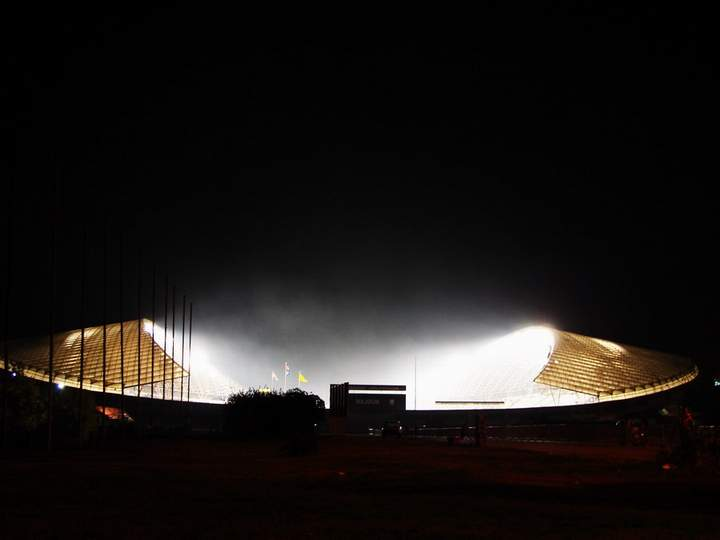
Полюд вночі
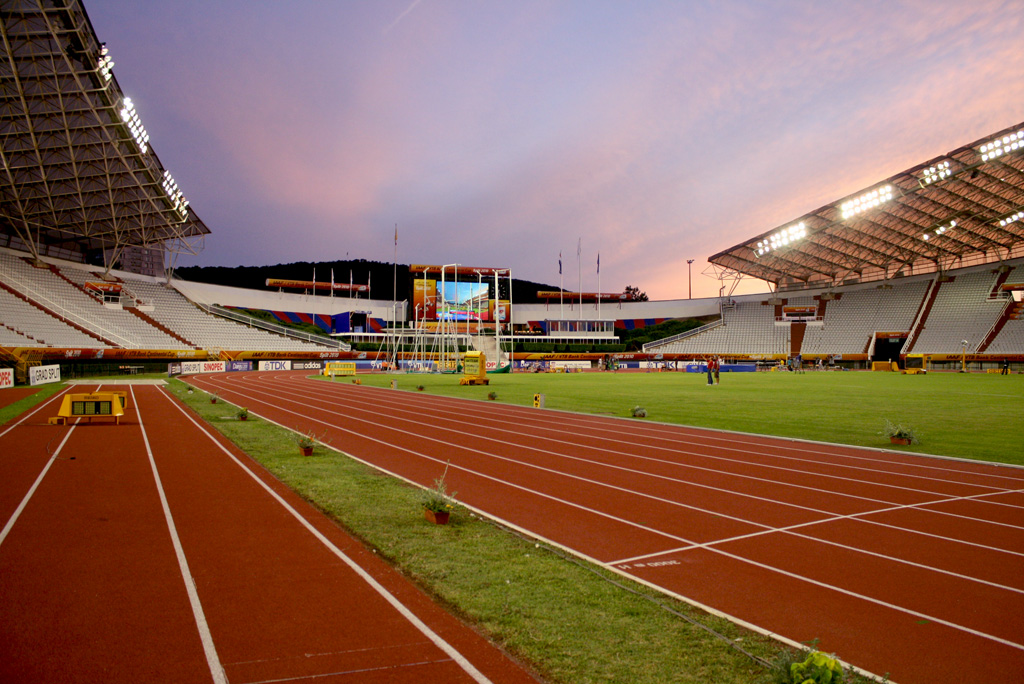
Бігові доріжки
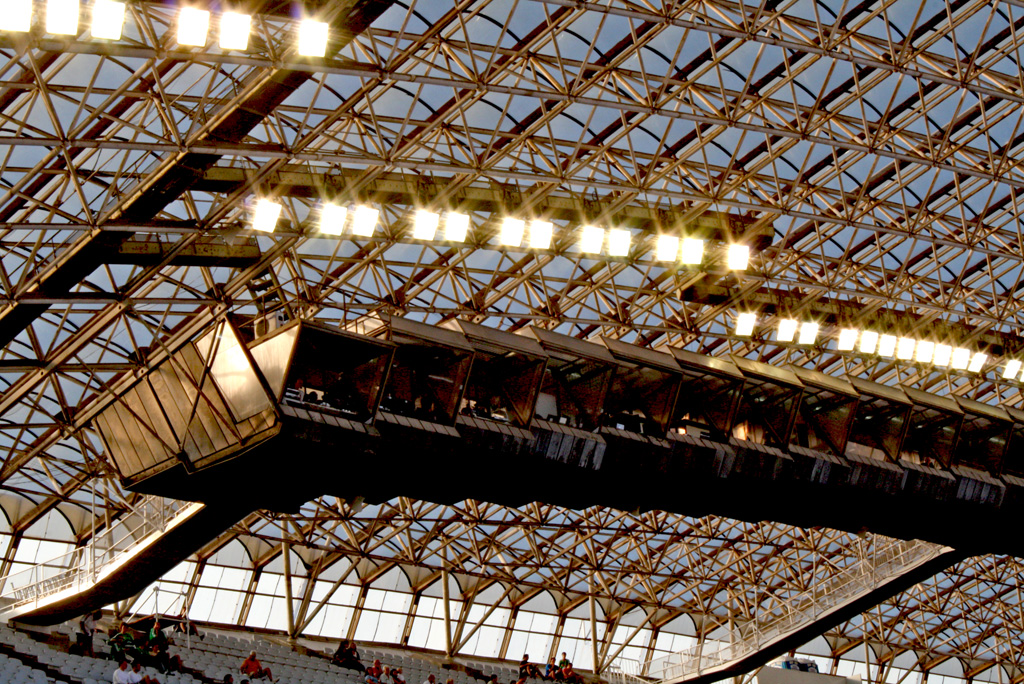
Кабінки для коментаторів
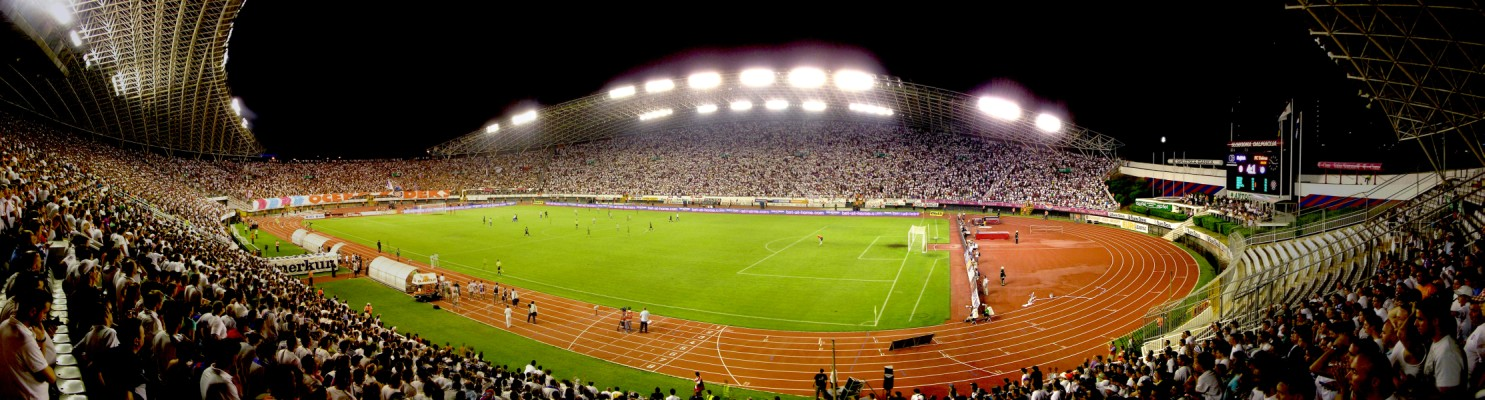
Під час матчу